# Burg Oberndorf
Die abgegangene Burg Oberndorf lag im Ortsteil Oberndorf der oberpfälzer Gemeinde Kemnath  im Landkreis Tirschenreuth. Die Anlage wird als Bodendenkmal unter der Aktennummer D-3-6137-0088 im Bayernatlas als „mittelalterlicher Burgstall“ geführt.

## Geschichte
Die Familie der späteren Grafen von Oberndorff geht auf ein Ministerialengeschlecht der Landgrafen von Leuchtenberg zurück, die hier ihren Stammsitz hatten. Erstmals wird 1244 ein Chunradus de Oberndorf als Zeuge in einer Urkunde des Landgrafen Gebhard III. von Leuchtenberg angeführt, mit der dieser seinen Hof in Masch an das Kloster Waldsassen überträgt. 1281 hat Landgraf Friedrich II. seine Burg auf dem Kleinen Kulm an den Burggrafen von Nürnberg verpfändet und 1282 ganz verkauft; zu diesem Lehen gehörte auch die Burg des Friedrich von Oberndorff aus der Linie Mockersdorf, der seine hiesigen Besitzungen 1298 ebenfalls an den Burggrafen von Nürnberg verkaufte. 1286 wird wieder ein Chunradus von Oberndorf mit der Bezeichnung decanus (= Dechant) erwähnt. In der Folge erscheinen Mitglieder der Familie der Oberndorffer in mannigfachen Funktionen (u. a. als Dienstmannen des Bischofs von Bamberg oder des Klosters Michelfeld, Richter des Klosters Speinshart, Landschreiber von Eschenbach) und mit unterschiedlichen Besitzungen (z. B. in Oberndorf, Weyern, Kirchentumbach, Wirbenz, Berndorf in der Pfarrei Kemnath). 1283 kommt Oberndorf durch Verkauf an die Wittelsbacher und erscheint 1285 in dem bayerischen Herzogsurbar als Oberndorf curia villicalis … Ibidem duo foeda. Von einer Burg ist nicht mehr die Rede, sondern nur mehr von dem Meierhof.

## Lage und Aussehen

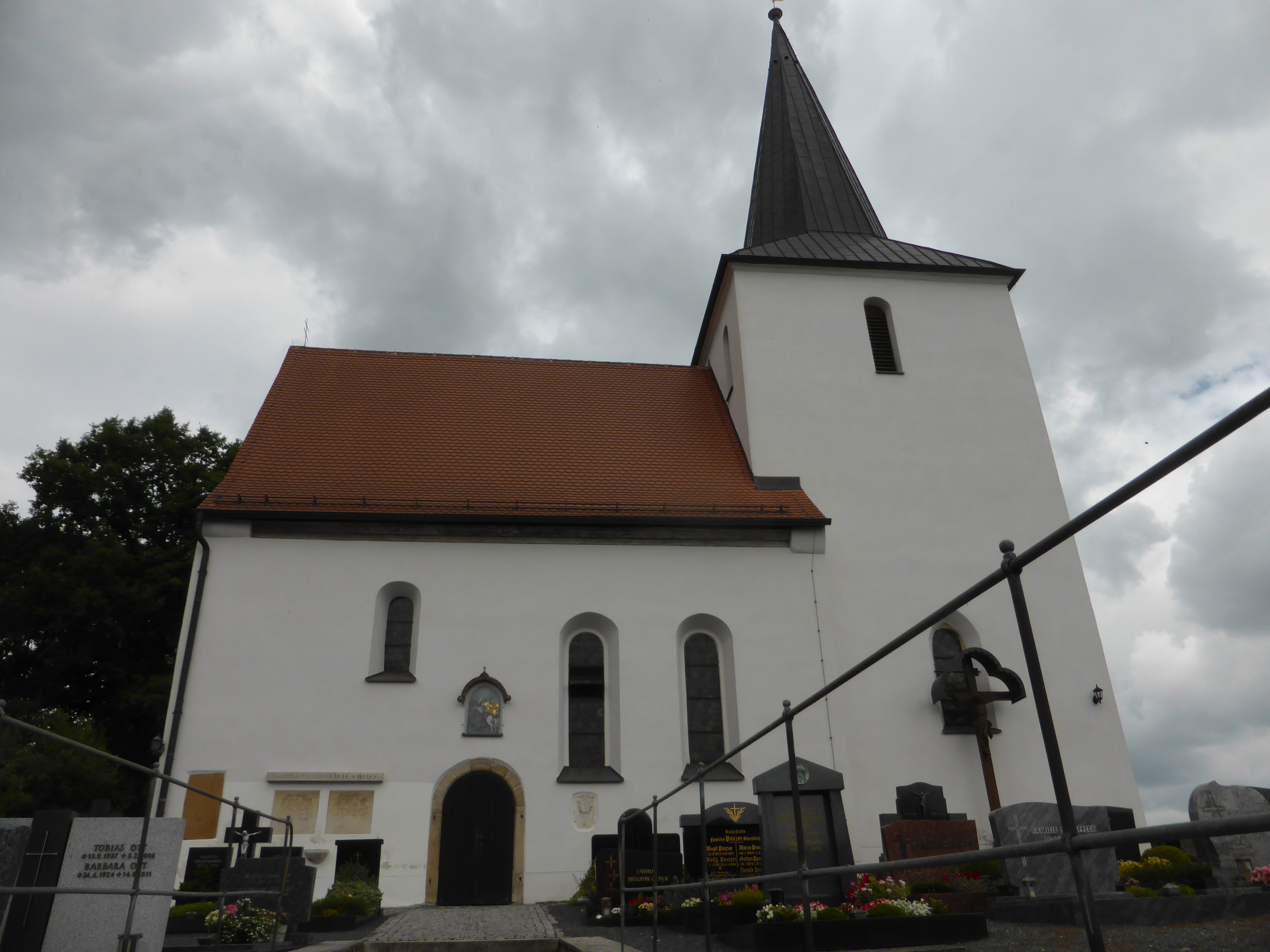
St. Georgskirche in Oberndorf

Die Burg in Oberndorf existiert nicht mehr, vermutlich ist die aus dem 12. Jahrhundert stammende Kirche St. Georg in Oberndorf die ehemalige Schlosskirche, d. h. auch die Burg müsste aus dieser Zeit stammen. In einem 1573 vorgelegten Adelsnachweis für die Oberndorfer wird festgehalten, dass der von einem Graben umgebene Burgplatz noch vorhanden sei. Und: die von Oberndorff (sollen) durch einen Gang vom Sitz auß in die Kirchen iren eigenen Eingang gehabt haben. So wird auch Ir Wappen in der Kirchen noch heutigen Tags gefunden.
Der Standort der Burg wird westlich des Kirchhofes vermutet, Spuren davon sind nicht mehr erhalten. Es könnte sich um eine Weiherburg oder um einen Wohnturm, umgeben mit einem trockenen Graben, gehandelt haben. 